# أواب حسين
أواب العوض حسين (ولد في 2 فبراير 2004) هو لاعب كرة قدم قطري من أصل سوداني، يلعب كلاعب وسط في كولتورال ليونيسا ب الإسباني معار من نادي السيلية القطري.

## مسيرة اللاعب
بدأ مع نادي السيلية في عام 2022 وأعير إلى نادي كالاهورا ب الإسباني في عام 2023 و أعير إلى كولتورال ليونيسا الإسباني في عام 2024 لمدة موسم.